# Troszyn (województwo mazowieckie)
Troszyn – wieś sołecka w Polsce położona w województwie mazowieckim, w powiecie ostrołęckim, w gminie Troszyn.
W latach 1975–1998 miejscowość położona była w województwie ostrołęckim.
Miejscowość jest siedzibą gminy Troszyn.
Troszyn leży w dawnej ziemi łomżyńskiej na Mazowszu. W miejscowości znajduje się kościół, który jest siedzibą parafii św. Bartłomieja Apostoła.

## Historia
Parafia pw. św. Bartłomieja Apostoła została w Troszynie erygowana w 1443. Fundatorem był Jan z Opinogóry i Troszyna, sędzia łomżyński, a poświęcenia dokonał biskup płocki Jan Krasiński. W 1444 Troszyn należał do rodziny Targońskich. Wieś szlachecka Troszyno położona była w drugiej połowie XVI wieku w powiecie ostrołęckim ziemi łomżyńskiej. XVI wiek to okres rozkwitu miejscowości – proboszczami parafii zostaje dwóch księży wywodzących się z okolicznej szlachty: Jakub Chrostowski i Bartłomiej Troszyński. Miejscowość należy do rodu Troszyńskich. Zniszczona w czasie potopu szwedzkiego, w 1705 wzniesiono tu nowy drewniany kościół fundacji właściciela Troszyna, chorążego wyszogrodzkiego, Piotra Stumirowskiego.
Po rozbiorach pod zaborem pruskim, później w Księstwie Warszawskim, w 1815 w Królestwie Polskim. W czasie powstania listopadowego miejscowość znalazła się kilkakrotnie na trasie przemarszów wojsk polskich i rosyjskich, w maju 1831 kwaterował tu gen. Jan Skrzynecki przed bitwą pod Ostrołęką. W czasie powstania styczniowego w okolicy działały oddziały powstańcze, m.in. Zygmunta Padlewskiego.
W 1884 wzniesiono tu nowy drewniany kościół konsekrowany w 1887 przez biskupa Kossowskiego. Okres I wojny światowej to kolejne zniszczenia – w 1915 w rejonie Troszyna i Rabęd toczyły się walki rosyjsko-niemieckie. 
W latach 1921–1939 wieś leżała w województwie białostockim, w powiecie ostrołęckim, w gminie Troszyn.
Według Powszechnego Spisu Ludności z 1921 roku wieś zamieszkiwały 663 osoby, 625 było wyznania rzymskokatolickiego, a 38 mojżeszowego. Jednocześnie wszyscy mieszkańcy zadeklarowali polską przynależność narodową. Było tu 101 budynków mieszkalnych. Miejscowość należała do miejscowej parafii rzymskokatolickiej. Podlegała pod Sąd Grodzki w Ostrołęce i Okręgowy w Łomży; mieścił się tu urząd pocztowy, który obsługiwał znaczną część terenu gminy.
W wyniku napaści ZSRR na Polskę we wrześniu 1939 roku miejscowość znalazła się pod okupacją sowiecką. Po ataku III Rzeszy  na Związek Radziecki, została włączona do Landkreis Scharfenwiese, wchodzącego w skład Regierungsbezirk Zichenau III Rzeszy.
W czasie II wojny światowej kościół został zamieniony przez Niemców na magazyn, a w 1944 na szpital dla żołnierzy niemieckich. 24 sierpnia 1944 w święto patrona parafii kościół został spalony przez wycofujących się Niemców.
Po wojnie msze święte w Troszynie odbywały się w domu parafialnym, a nowy kościół projektu Barbary Brukalskiej zbudowany został w latach 1956–1975, z częściowym wsparciem finansowym Polonii Amerykańskiej, konsekrowany 29 czerwca 1975 przez biskupa łomżyńskiego Mikołaja Sasinowskiego.
W latach 1975–1998 miejscowość administracyjnie należała do województwa ostrołęckiego.

## Sport
- KS CK Troszyn  klub piłkarski, który w sezonie 2025 rywalizuje na poziomie III ligi.

## Związani z Troszynem
- Jan Zamoyski herbu Grzymała – urodzony w parafii Troszyn, biskup płocki i arcybiskup lwowski
- Mikołaj Troszyński - starosta łomżyński